# Narrhalla (Zeitung)

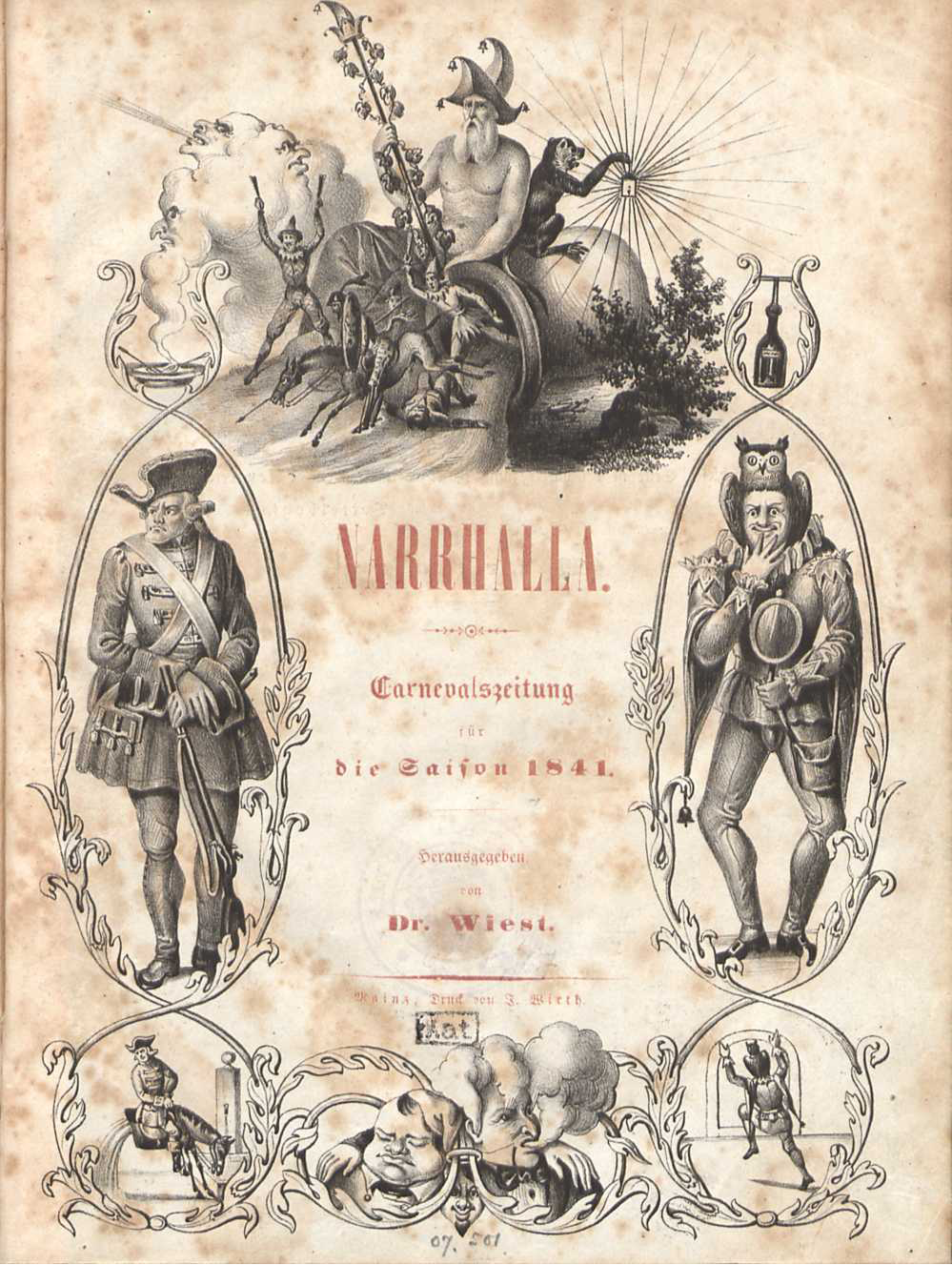
Titelblatt der Narrhalla, erste Ausgabe, 1841 Mainz

Die Narrhalla, auch Narrhalla - Mainzer Carneval Zeitung ist eine seit 1841 in Mainz herausgegebene Zeitung, welche zur jeweiligen Kampagne der Mainzer Fastnacht erscheint. In den ersten Jahren war die Narrhalla ein wichtiges Organ der sich gerade ausbildenden Politisch-Literarischen Fastnacht und insbesondere in der späten Vormärzzeit politisch geprägt. Sie wurde deshalb in den ersten Jahrzehnten oft zensiert, zwischendurch immer wieder für unterschiedlich lange Zeiträume verboten oder auch freiwillig eingestellt.
Seit der Nachkriegszeit hat sich die Narrhalla als wichtigstes und kontinuierliches Printmedium zur jeweiligen Fastnachtskampagne etabliert. Ihre Inhalte bestehen in der Regel aus nachgedruckten Fastnachtsvorträgen, Termine zur Kampagne und ergänzende Informationen zur Mainzer Fastnacht.

## Die ersten Jahre: 1841 bis 1848
Die Narrhalla, ein Wortspiel aus Narr und Walhalla, wurde erstmals 1841 von Franz Wiest herausgegeben und unter dem vollständigen Titel „Narrhalla - Carnevalszeitung für die Saison 1841“ bei Johann Wirth in Mainz gedruckt. Das Titelblatt war geschmückt mit allegorischen Figuren zur Fastnacht wie beispielsweise dem Till Eulenspiegel. Schon in der ersten Ausgabe wurde von den zuständigen Behörden des Großherzogtums Hessen zensiert. So wurde zum Beispiel der Beitrag „Schreckliche aber wahre Geschichte der Dezember-Revolution im Königthume Narrenreich“, eine Parabel zu den verschiedenen europäischen Revolutionen der Zeit, inhaltlich zusammengestrichen. Die „Preßfreiheit“ und die ihr entgegenstehende Zensur der Obrigkeit waren somit auch immer wieder Themen, welche die Narrhalla aufgriff.
Ab 1843 wurde die Narrhalla von Ludwig Kalisch redigiert. Sie erschien nun acht Mal, jeweils Sonntags, während der Kampagne. Gestalterisch zeichnete sich die Narrhalla zu dieser Zeit durch opulent gestaltete Illustrationen aus. Inhaltlich verstärkte sich unter Kalisch die kritische Ausrichtung des Blattes. Immer wieder wiesen weiße Leerstellen auf die Zensur von Inhalten hin, die Kalisch mit „Die närrische Zensur hat diese Strophe gestrichen...“ kommentierte. In der Fastnachtskampagne 1844 erschien ein kritischer Artikel über Ludwig I. von Bayern, den Schwiegervater des späteren hessischen Großherzogs Ludwig III. Der herrschende Großherzog von Hessen, Ludwig II., zu dessen Großherzogtum Mainz seit 1816 gehörte, ließ daraufhin im Februar 1844 alle noch ausstehenden Ausgaben der Narrhalla für die Kampagne 1844 vollständig verbieten.
Ludwig Kalisch, heute als einer der bekanntesten und profiliertesten Vertreter der frühen politisch-literarisch Fastnachtspublizistik bekannt, führte die Narrhalla weiterhin als Redakteur in den folgenden Kampagnen bis 1848. Immer wieder geißelte er die repressive Politik und das Leben im biedermeierliche Deutschland der Mitte des 19. Jahrhunderts und stand dabei in heimatlicher Konkurrenz zu ähnlichen anderen publizistischen Erzeugnissen wie beispielsweise der „Neuen Mainzer Narrenzeitung“ von Eduard Reis. Als im Februar 1848 in Frankreich die Februarrevolution ausbrach, konnte Kalisch in der letzten Narrhalla-Ausgabe der Fastnachtskampagne 1848 die Abschaffung der Pressezensur und eine beginnende Veränderung der politischen Landschaft auch in den deutschen Landen feiern.

## Die Narrhalla bis zum Ersten Weltkrieg

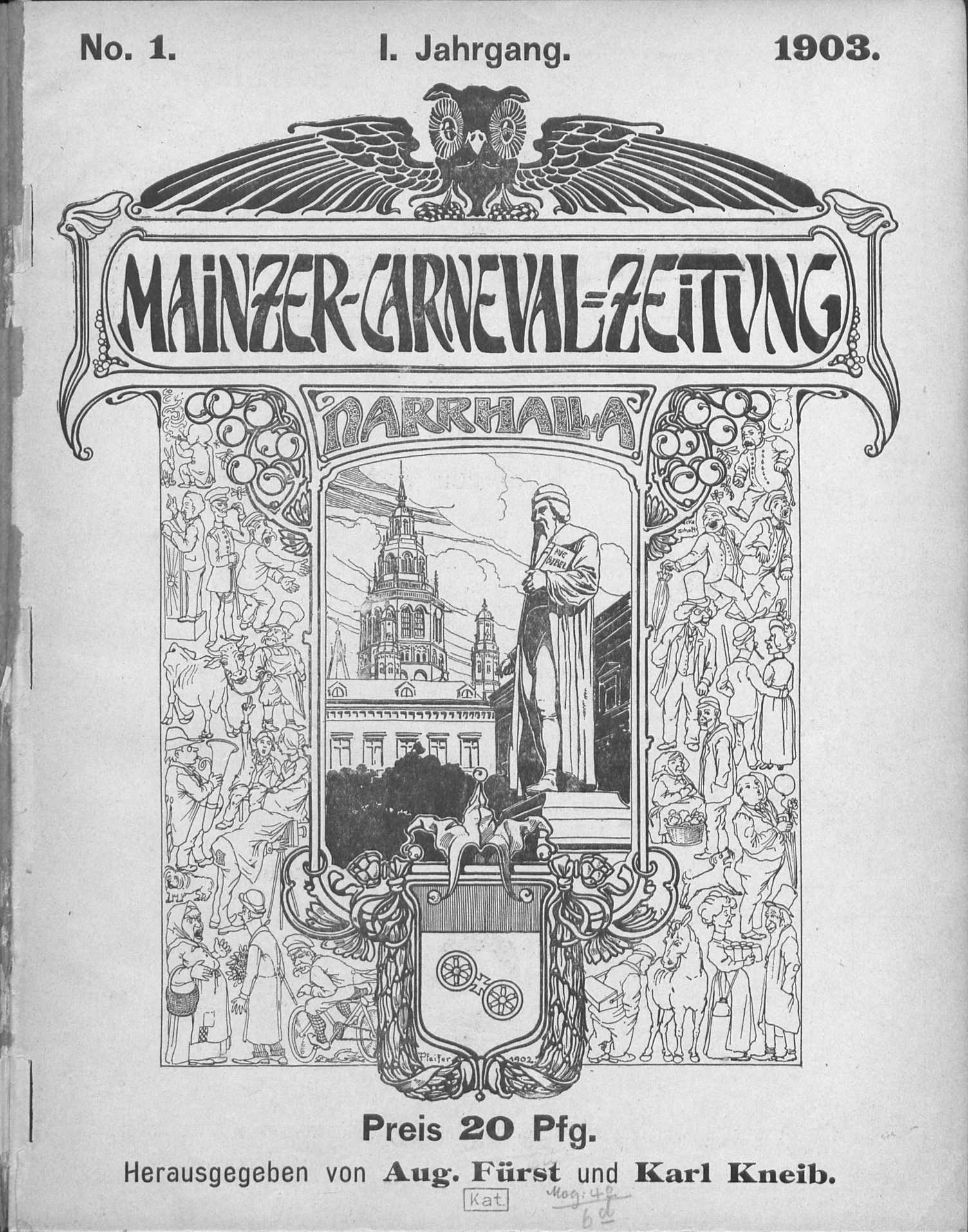
Titelblatt der Narrhalla No. 1, 1903

Nach der gescheiterten Deutschen Revolution wurde die Narrhalla, ebenso wie die meisten anderen politisch-satirischen Publikationen, für einen längeren Zeitraum eingestellt. Erst 1857 wurde die Zeitung wieder neu aufgelegt, diesmal als „Narrhalla - Amts- und Regierungsblatt des Prinzen Carneval“. Herausgeber waren nun Peter Sonn, Mitbegründer der Mainzer Kleppergarde und Ferdinand Heyl, Büttenredner und Fastnachter in Mainz. War man die erste Zeit noch hinsichtlich politisch-gesellschaftlicher Anspielungen vorsichtig, knüpfte man aber bald wieder an die Tradition der politisch-literarischen Narrhalla unter Kalischs Amtszeit als Redakteur.
Nach sieben Jahrgängen wurde die Narrhalla 1863 erneut eingestellt. Ebenso wie die Narrhalla kamen und gingen in der noch etwas unruhigen und wenig konstanten Anfangszeit der Mainzer Fastnacht auch andere närrische Fastnachtszeitungen, die alle nur im Rahmen der jeweiligen Fastnachtskampagne erschienen. So erschien beispielsweise 1902 eine „Mainzer Carneval Zeitung unter dem Protectorat des Mainzer Carneval-Vereins“. Redakteur war der Druckereibesitzer August Permander. Gestalterisch wiesen die reich illustrierten Ausgaben deutliche Bezüge zum zeitgenössischen Jugendstil auf. Inhaltlich verzichtete man auf politische Inhalte und Hintergründe und beschränkte sich auf die Wiedergabe von Sitzungsvorträgen und Büttenreden der jeweiligen Kampagnen.
1903 wurde die Narrhalla erneut ins Leben gerufen, diesmal von den damals bekannten Fastnachtern August Fürst und Karl Kneib. Sie erschien nun in festem Rhythmus und mit einheitlich gestaltetem Titelblatt, das eine Eule als Symbol der Mainzer Narrenweisheit zeigt, die mit ihren Flügeln den Mainzer Dom und das Gutenberg-Denkmal beschirmt. Inhaltlich orientierte man sich wieder an der närrisch-hintergründigen Kommentierung von Politik und Gesellschaft. In der wilhelminischen Ära vor dem Ersten Weltkrieg waren vor allem der allgegenwärtige Militarismus, Bürokratie und Standesdünkel sowie die Großmannssucht des Deutschen Kaiserreichs beliebte Themen der Autoren und Büttenreden. Zur Kampagne 1914 erschien der letzte Jahrgang der Narrhalla, die dann nach Beginn des Ersten Weltkriegs eingestellt werden sollte.

## Neuanfang und Gleichschaltung im Dritten Reich
Wieder einmal gab es einen Neuanfang für die Narrhalla, diesmal elf Jahre nach der letzten Ausgabe. Es war abermals Karl Kneib, der 1925 die erste Nachkriegsnummer der Narrhalla herausbrachte. In einer Sondernummer betrachtete er rückblickend und kritisch die letzten elf Jahre und übte insbesondere Kritik an den Nachkriegszuständen gerade beim einfachen Volk und an den Kriegsgewinnlern. Von 1925 bis 1930 musste sich Kneib immer wieder mit der Zensurbehörde der französischen Besatzungsmächte auseinandersetzen. Im Zuge der Rheinlandbesetzung in Folge des Versailler Vertrags gehörte Mainz zu den französisch besetzten Gebieten und die französische Besatzungsmacht stand der Mainzer Fastnacht in allen ihren Formen sehr kritisch gegenüber. In der Tradition der früheren Ausgaben stehend übten Kneib und die anderen Autoren der Narrhalla mehr oder weniger offene Kritik mittels Andeutungen, verbalen Vergleichen und vielseitig interpretierbaren Aussagen an der unbeliebten Präsenz der französischen Truppen. Diese endete mit dem Abzug der letzten im Rheinland stationierten französischen Truppen am 30. Juni 1930 aus Mainz.
Die folgende, für die Redaktion der Narrhalla relativ liberale Phase, endete bereits 1933 mit der Machtübernahme durch die Nationalsozialisten. Wie alle anderen kulturellen Aktivitäten wurde auch die Mainzer Fastnacht in die Gleichschaltungsmaßnahmen der Nationalsozialisten eingebunden. Die Mainzer Fastnacht mit ihren Garden und Aktivisten, Großveranstaltungen wie der Mainzer Rosenmontagszug, Fastnachtsitzungen und die närrischen Publikationen wie die Narrhalla wurden nun mit dem restlichen Kulturbetrieb über die politische Organisation Kraft durch Freude kontrolliert und organisiert. Bereits 1934 wurde die Narrhalla „Offizielles Organ des Mainzer Carneval-Vereins, des Carneval-Clubs und sömtlicher Garden“. Im Januar 1935 gab Karl Kneib, inzwischen 83-jährig, die Redaktion endgültig an den Mainzer Carneval-Verein ab.
Die Narrhalla erschien nun bis einschließlich 1939 regelmäßig mit mehreren Ausgaben zur jeweiligen Fastnachtskampagne. Schon bald nach der politischen Kontrolle der Narrhalla durch nationalsozialistische Kulturfunktionäre wurde das Medium für patriotische und regimefreundliche Beiträge genutzt. In den späteren 1930er Jahren sollten Juden- und Emigrantenfeindliche Hetzbeiträge folgen, ebenso wie die Verunglimpfung von unzufriedenen Bevölkerungsteilen im nationalsozialistischen Regime (bekannt als so genannte „Meckererschelte“). Trotzdem schafften es damals bekannte Mainzer Fastnachter wie Seppel Glückert oder Martin Mundo, ihre, auch in Büttenreden vorgetragene, wortreich getarnte Kritik auch in Beiträgen in der Narrhalla zu platzieren. Wiederum sorgte ein Krieg für die erneute Einstellung der Narrhalla. Mit Ausbruch des Zweiten Weltkriegs kam in Mainz jede fastnachtliche Aktivität zu erliegen.

## Die Narrhalla in der Neuzeit
Wiederum elf Jahre später wurde die Narrhalla erneut wiederbelebt. Zur Kampagne 1950 erschien die erste neue Ausgabe zum Preis von 50 Pfennig. Redakteur der ersten Nachkriegsjahrgänge war der Mainzer Journalist und Fastnachter Bernhard Gnegel, gleichzeitig auch Redakteur bei der Allgemeinen Zeitung Mainz. Wie bisher wurden auch diese Jahrgänge vom Mainzer Carneval-Verein finanziert und herausgegeben. Die Narrhalla fungierte nun endgültig als eine Medienplattform für die reine Wiedergabe von, teils politischen, Büttenreden und Fastnachtsliedern der jeweiligen Kampagne. Dazu kamen kurze informative Beiträge zum Motto der jeweiligen Fastnachtskamagne, zu den aktuellen Zugplaketten, zum Rosenmontagszug und generell zu den fastnachtlichen Akteuren. 1958 übernahm Hans Halama, ebenfalls Lokalredakteur bei der Allgemeinen Zeitung Mainz und Fastnachter beim Mainzer Carneval Verein und bei der Mainzer Prinzengarde, die Redaktion. Das bewährte Konzept der Inhaltszusammenstellung wurde auch hier beibehalten. Das Erscheinungsbild der Narrhalla wechselte aber, diesmal zu einem aufwendigeren Layout mit den farbig gedruckten Mottoplakaten der jeweiligen Kampagnen auf dem Titelbild. Hans Halama übergab 1965 die Redaktion an seine Berufskollegen Hans Häfner und Helmut Wirth. Letzterer führte die Redaktion der Narrhalla alleine von 1968 bis 1986 weiter. 1984 beschloss der Mainzer Carneval-Verein eine Verkleinerung des Druckformats mit gleichzeitiger Erhöhung der Seitenzahl von 20 bis 24 Seiten auf 48 Seiten. 1986 erweiterten der ehemalige Mainzer Kinderprinz, Lutz Ebeberhard, und Klaus Knipper, beide ebenfalls Journalisten der lokalen Mainzer Zeitung, die Redaktion.
Bei der ersten Ausgabe der Narrhalla zur Fastnachtskamagne 2016 bestand die Redaktion aus der Chefredaktion mit Jürgen Schmidt als zuständiges Vorstandsmitglied des Mainzer Carneval-Vereins, Michael Bonewitz, Eric Scherer und Maike Hessedenz. Dazu kommen acht weitere Redaktionsmitarbeitern aus den unterschiedlichsten Bereichen der Printmedien und der Mainzer Fastnacht.